# 544033 Lihsing
544033 Lihsing este o planetă minoră (asteroid) din centura de asteroizi. A fost descoperită pe 15 septembrie 2007 la Lulin Observatory⁠(d) de  și a fost numită după Li Hsing⁠(d). 
Obiectul prezintă o orbită caracterizată de o semiaxă mare de 2,3232747074835 UAi, o excentricitate de 0,20922072557097, o înclinație de 1,4983769080105 ° în raport cu ecliptica.